# Маронитская католическая церковь
Марони́тская католи́ческая це́рковь (араб. الأنطاكية السريانية المارونية‎, сир. ܥܕܬܐ ܣܘܪܝܝܬܐ ܡܪܘܢܝܬܐ ܕܐܢܛܝܘܟܝܐ, лат. Ecclesia Maronitarum) — древняя христианская церковь, одна из шести восточных католических церквей, имеющих статус патриархата.
Большинство исторических общин церкви находятся в Ливане, а также Сирии и на Кипре. В последние годы постоянная эмиграция маронитов из Ливана привела к появлению общин в диаспорах Аргентины, Бразилии, США, Мексики, Австралии и других государств и стран.

## История
История ливанских маронитов восходит к концу IV века, когда вокруг святого Марона собралась группа учеников. Позднее они построили на полпути из Алеппо в Антиохию монастырь. В V—VI веках монастырь, где блаженный Феодорит Кирский основал богословскую школу, решительно выступал против монофизитов и миафизитов, поддерживая христологическое учение Халкидонского собора. В 517-м году братия монастыря направила специальное послание папе Гормизду, где отвергала монофизитское учение. Поэтому братия не признала V Вселенский собор. Но, по мнению В. В. Болотова, с древних времён монахи признавали учение о единой воле Христа, и поэтому марониты поддержали монофелитство.

### Древняя маронитская церковь
В конце VII века в связи с арабским завоеванием марониты потеряли связь с Константинополем, где на VI Вселенском соборе было осуждено их учение, в связи с чем в 687-м году избрали собственного патриарха Иоанна Марона. Ему приписывается ряд важных для маронитской церкви сочинений, а также чин маронитской литургии. Избрание собственного патриарха вызвало конфликт маронитов с Византией и поддерживающими её мелькитами и яковитами. В 694 году войска Византии разорили монастырь св. Марона, убив при этом множество маронитских монахов.
В начале VIII века, ввиду непрекращавшихся преследований, маронитские монахи вместе с группой своих последователей перебрались в отдалённую область горного Ливана, где несколько веков просуществовали в относительной изоляции. Именно в этот период они осознали себя особой церковью и стали именовать своего епископа патриархом Антиохии и всего Востока.

### Маронитская католическая церковь
В XII веке, когда крестоносцами было основано Антиохийское княжество, марониты вошли в контакт с Латинской церковью. Марониты оказали деятельную поддержку Раймунду VI Тулузскому во время осады Триполи. В 1182 году марониты формально подтвердили своё единство с Римом, однако большинство маронитов считает, что они никогда и не прерывали общения с Римской церковью. Существует мнение, что до контактов с крестоносцами марониты были монофелитами, однако оно опровергается самими маронитами, либо отрицающими это, либо настаивающими, что они были сторонниками не реабилитированного на VI Вселенском соборе Максима Исповедника, считавшего, что человеческая воля Христа добровольно желала того же, что и его божественная воля, а не подчинялась ей. В любом случае не вызывает сомнений, что с 1182 года марониты исповедуют ортодоксальную христологию.
Патриарх Иеремия I Аль-Амшитти (1199—1230) стал первым маронитским патриархом, посетившим Рим, где в 1215 году он участвовал в работе Четвёртого Латеранского собора. Этот визит положил начало тесным связям с Римом и тенденции к латинизации церкви. Маронитские эмигранты появились на Кипре (XII век), Родосе (XIV век) и Мальте.
В XVI веке родину маронитов завоевали турки, и начался длительный период владычества Османской империи. В конце XVI века маронитские патриархи созвали ряд синодов, на которых ввели в церковную жизнь постановления Тридентского собора и отчасти латинизировали литургию. В 1584 году в Риме была основана Маронитская коллегия, в которой получили образование многие выдающиеся представители Маронитской церкви и которая способствовала более глубокому пониманию наследия маронитов на Западе. В 1606 году в Маронитской церкви был введён Григорианский календарь.
В 1736 году на горе Ливан был созван главный собор этой церкви, проведший важные реформы. Легатом папы римского был известный востоковед Иосиф Ассемани. На соборе приняли свод канонов Маронитской церкви, согласно которым церковь впервые была разделена на диоцезы, были установлены правила церковной жизни, главные из которых сохранились по сей день. С начала XIX века западные государства, особенно Франция, стали поддерживать маронитов, входивших в состав Османской империи. Резня маронитов, которую учинили в 1860 году друзы в союзе с турецкими властями, вызвала вооружённое вторжение французов. После Первой мировой войны Ливан и Сирия попали под контроль Франции.
В 1944 году Франция предоставила Ливану полную независимость. По устному соглашению, получившему название «Национальный пакт», пост президента страны, а также ряд ключевых постов в государстве закреплялся за представителями маронитской общины. Однако гражданская война, в которой маронитская церковь приняла активное участие, обнаружила, что будущее общины остаётся проблематичным. Около миллиона маронитов покинули Ливан и поселились на Западе.
Начиная с 1790 года, резиденция маронитского патриарха находится в Бкирки, в 25-и милях от Бейрута.

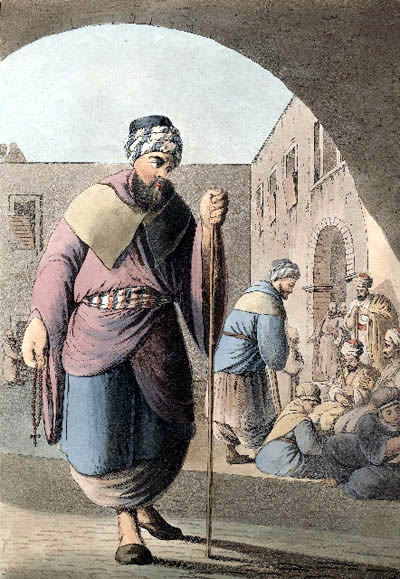
Маронитский монах и паломники

## Современное состояние
В состав церкви входят 8 архиепархий: Антелиаса, Бейрута, Триполи и Тира (все в Ливане), Кипрская архиепархия, Алеппо, Дамаска (обе — Сирия), Хайфа (Израиль); 17 епархий и 2 патриарших экзархата. Церковь насчитывает 1033 приходов, 1359 священников и 41-го епископа. Маронитская церковь — самая многочисленная в Ливане, в неё входит 37 % христиан и 17 % населения Ливана. По данным Annuario Pontificio за 2016 год численность прихожан церкви — 3,54 миллиона человек. C 1986 года её возглавлял патриарх Насрула Бутрос Сфейр. 26 февраля 2011 года его отставка по возрасту и состоянию здоровья была принята папой Бенедиктом XVI. 15 марта 2011 года новым патриархом Маронитской католической церкви был избран Бешар эль-Раи, бывший до этого епископом Библоса.
У маронитского патриархата имеется духовная семинария в Газире и епархиальная семинария в Карм-Садде, близ Триполи. Высшее богословское образование можно получить в Университете Св. Духа в Каслике. В 1584 году в Риме был основан Маронитский колледж.
В Маронитской церкви действуют несколько монашеских орденов, среди которых самыми известными являются мужские конгрегации мариамитов, баладитов, антониан-маронитов и ливанских миссионеров. Одним из самых известных монастырей Маронитской церкви является монастырь Кузхайя, находящийся в районе Згарта провинции Северный Ливан.
Общая численность маронитов в мире составляет более 1 млн человек. По иным данным, где в число маронитов, по-видимому, включены все лица маронитского происхождения, многие из которых уже давно утратили маронитское самосознание и придерживаются не антиохийского, а латинского обряда, численность их гораздо выше — 3—4 млн человек. Основная часть их сосредоточена в Ливане, где, в соответствии с не зафиксированным в письменной форме соглашением, президентом страны избирается маронит. Значительные группы маронитов имеются в Сирии, Египте, США, Бразилии, Аргентине, Канаде, Австралии, на Кипре и в других странах.
Вопрос о национальной принадлежности маронитов вызывает споры. Многие марониты, несмотря на то, что говорят на арабском языке, считают себя не арабами, а потомками древних финикийцев.

### Церковная структура
- Ливан

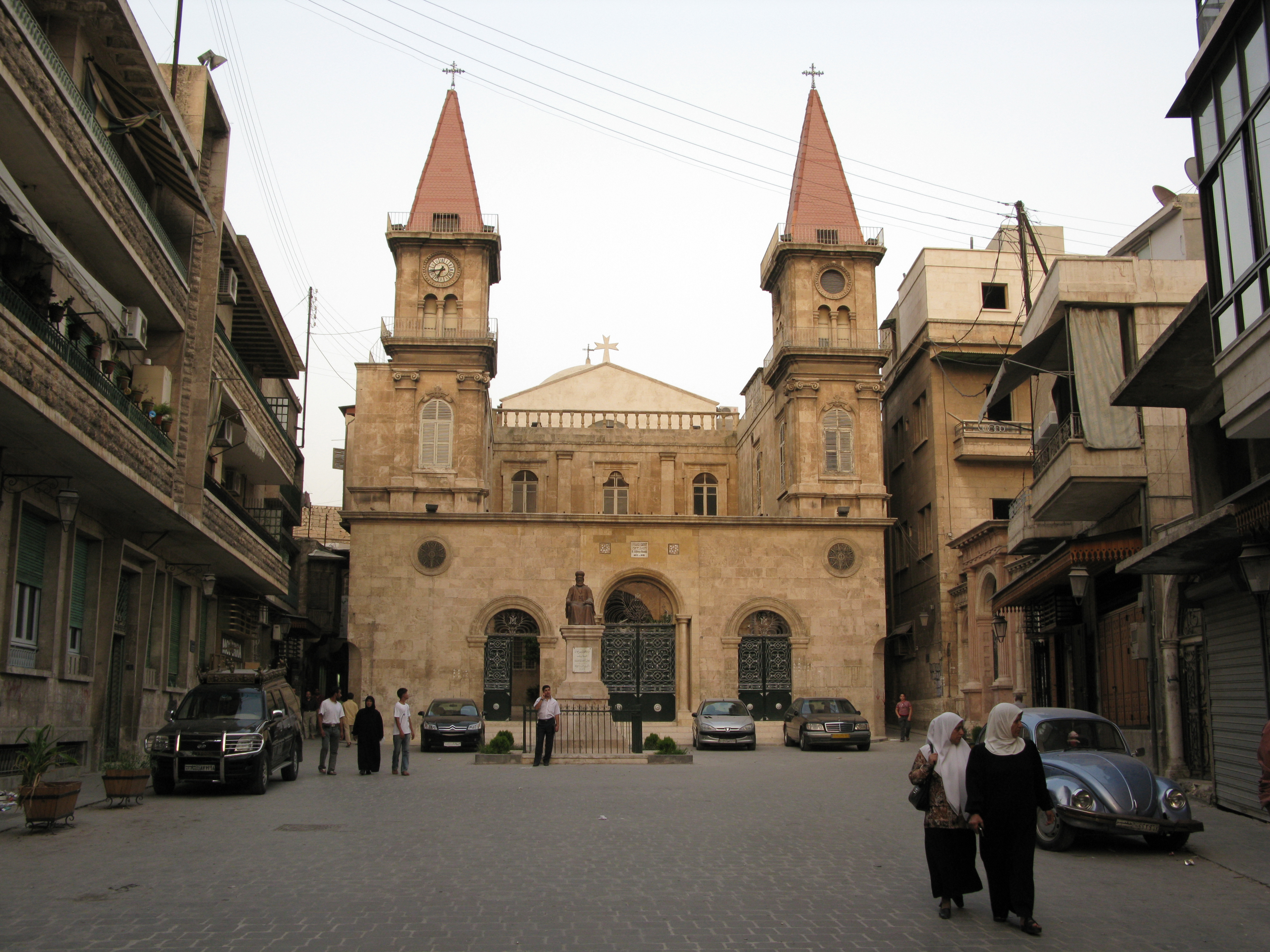
Маронитский собор святого Илии в Алеппо

  - Епархия Джуббе, Сарбы и Джунии — собственная епархия Антиохийского маронитского патриарха;
  - Архиепархия Антелиаса, Архиепархия Бейрута, Архиепархия Тира, Архиепархия Триполи;
  - Епархия Баальбека-Дейр-эль-Ахмара, Епархия Батруна, Епархия Библа, Епархия Захле, Епархия Сидона.
- Австралия
  - Епархия Святого Марона в Сиднее
- Аргентина
  - Епархия святого Шарбеля в Буэнос-Айресе
- Бразилия
  - Епархия Пресвятой Девы Марии Ливанской в Сан-Паулу
- Египет
  - Епархия Каира
- Израиль,  Государство Палестина
  - Архиепархия Хайфы и Святой Земли.
  - Патриарший экзархат Иерусалима и Палестины
- Иордания
  - Патриарший экзархат Иордании
- Канада
  - Епархия святого Марона в Монреале
- Кипр
  - Архиепархия Кипра
- Колумбия
  - Апостольский экзархат Колумбии
- Мексика
  - Епархия Пресвятой Девы Марии Ливанских Мучеников в Мехико
- Сирия
  - Архиепархия Алеппо, Архиепархия Дамаска, Епархия Лаодикеи.
- США
  - Епархия Пресвятой Девы Марии Ливанской в Лос-Анджелесе, Епархия святого Марона в Бруклине.
- Франция
  - Епархия Пресвятой Девы Марии Ливанской в Париже.

## Обряд
Маронитская литургия имеет западно-сирийское происхождение, но испытала влияние восточно-сирийской и латинской традиций.
Используют 6 анафор, одна из них — восточно-сирийского происхождения, 5 (в том числе и анафора Св. Иакова) — западно-сирийского. В литургии после арабского нашествия используют арабский язык. Некоторые общины сохранили сирийский язык богослужения.
Священники маронитов, как и большинство восточных католиков, не соблюдают целибат.